# Википедија на финском језику
Википедија на финском језику (фин. Suomenkielinen Wikipedia) је верзија Википедије на финском језику, слободне енциклопедије, која данас има 594.843 чланака и заузима на листи Википедија 14. место.